# ロデイロ
ロデイロ（Rodeiro）は、スペイン・ガリシア州ポンテベドラ県のムニシピオ（基礎自治体）。コマルカ・デ・デサに属する。ガリシア統計局によると、2016年の人口は2,644人。
ガリシア語話者の自治体住民に占める割合は99.24％（2001年）。

## 地理
ロデイロはポンテベドラ県北東部に位置し、コマルカ・ド・デサに属する。隣接する自治体は北はアゴラーダとアンタス・デ・ウジャ（ルーゴ県）、東はタボアーダ、チャンターダ、そしてカルバジェード（3自治体ともルーゴ県）、南はピニョールとサン・クリストーボ・デ・セア（両自治体ともオウレンセ県）、西はドソンとラリンである。
ロデイロはガリシア州の中央部の高地地方に位置する。面積は154.2km²で、住民は20の教区の、146の集落に分散している。
自治体の東部は、高度1000m超の峰々が連なるファロ山脈となっている。西部には、アルネーゴ川が流れ、そしてカンバ谷があり、平均高度は600-700mとなっている。

### 人口
| ロデイロの人口推移 1900－2010                           |
|                                                         |
| 出典:INE（スペイン国立統計局）1900年 - 1991年、1996年 - |

## 政治
自治体首長は、ガリシア社会党（PSdeG-PSOE）のホセ・ベニート・ベンセ・デサ（José Benito Vence Deza）、自治体評議員はガリシア社会党：4、ガリシア国民党（PPdeG）：4、ガリシア民族主義ブロック（BNG）：1、その他（IDR）：2となっている（2007年自治体選挙結果）。

## 教区
ロデイロは20の教区に分けられている。
- アルセメ（サンタ・マリーア）
- アルネーゴ（サンティアゴ）
- カンバ（サン・ショアン）
- カルボエンテス（サント・エステーボ）
- ファフィアン（サンティアゴ）
- ギジャール（サンタ・マリーア）
- ネグレーロス（サン・シブラーオ）
- ペドローソ（サン・シアーオ）
- ア・ポルテーラ（サン・クリストーボ）
- リーオ（サンタ・マリーア）
- リオボ（サン・ミゲル）
- ロデイロ（サン・ビセンテ）
- オ・サルト（サント・エステーボ）
- サン・クリストーボ・ド・アス（サン・クリストーボ）
- サン・マルティーニョ・デ・アスペレーロ（サン・マルティーニョ）
- サン・パイオ・デ・センラ（サン・パイオ）
- サン・サルバドール・デ・カンバ（サン・サルバドール）
- サンタ・バイア・デ・カンバ（サンタ・バイア）
- サンタ・マリーニャ・デ・ペスコーソ（サンタ・マリーニャ）
- ビレーラ（サンタ・マリーア）